# Passport Records
Passport Records bylo americké nezávislé hudební vydavatelství, které v roce 1973 založila společnost Jem Records (ta vznikla o tři roky dříve). Stejná společnost byla také distributorem nahravek vydaných vydavatelstvím Passport ve Spojených státech amerických, v Kanadě tak činila společnost GRT Records. Prvním umělcem, jenž podepsal smlouvu s Passport, byl Larry Fast věnující se elektronické hudbě. Později zde své nahrávky vydávali například Leonard Cohen, Anthony Phillips, Link Wray nebo David Johansen.